# Сонячний вітер

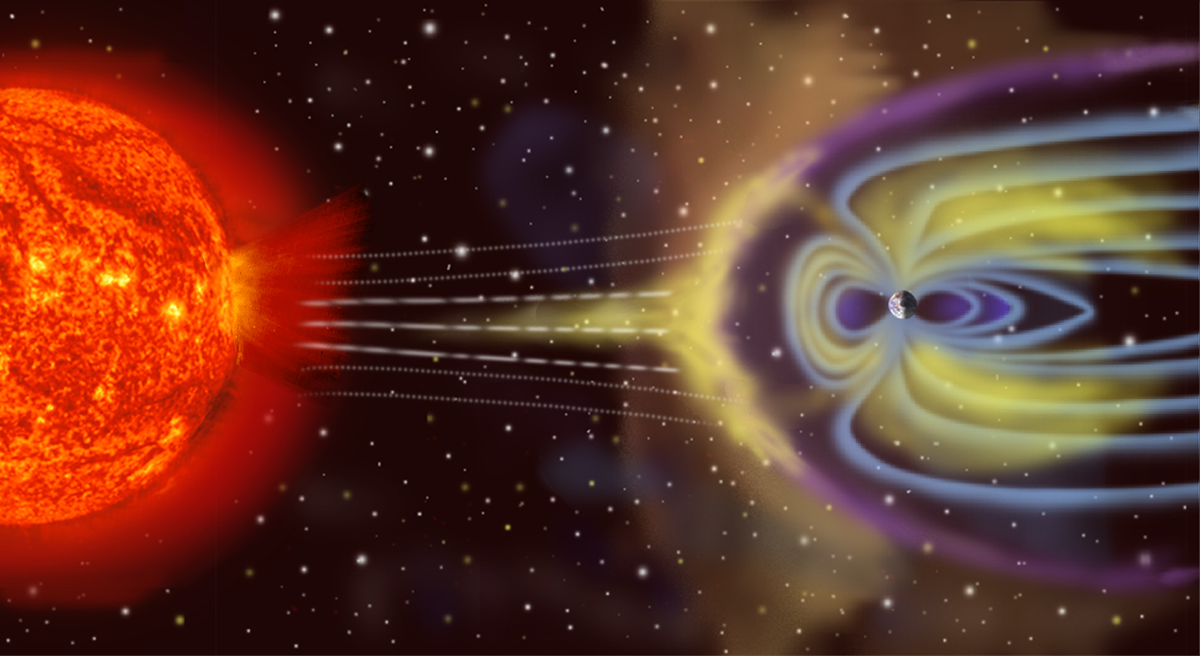
Художнє зображення натікання сонячного вітру на магнітне поле Землі (не в масштабі)

Сонячний вітер — потік заряджених частинок, які летять із сонячної корони в навколишній простір у всіх напрямках зі швидкістю 300—1200 км/с. Ця плазма в основному складається з електронів, протонів і альфа-частинок з кінетичною енергією від 0,5 до 10 кеВ. На плазму сонячного вітру накладається міжпланетне магнітне поле. Сонячний вітер змінюється за густиною, температурою та швидкістю залежно від часу і від сонячної широти та довготи. Межа, що відділяє корону від сонячного вітру, називається поверхнею Альвена.
На відстані більше кількох сонячних радіусів від Сонця сонячний вітер досягає швидкості 250–750 км/с і є надзвуковим, тобто рухається швидше, ніж швидкість швидких магнітозвукових хвиль. Потік сонячного вітру вже не є надзвуковим на зовнішній границі геліосфери. Сонячний вітер спричиняє полярні сяйва, хвости комет (які завжди спрямовані від Сонця) та геомагнітні бурі. Інші зорі також мають аналогічні вітри, звані зоряними вітрами.

## Історія досліджень

### Наземні спостереження
Існування частинок, що летять від Сонця до Землі, вперше припустив британський астроном Річард Керрінгтон. У 1859 році Керрінгтон і Річард Годжсон незалежно один від одного зробили перші спостереження того, що пізніше назвали сонячним спалахом. Це раптове локалізоване збільшення яскравості на сонячному диску, яке, як тепер відомо, часто супроводжується викидом речовини з атмосфери Сонця, відомим як корональний викид маси. Наступного дня спостерігалася потужна геомагнітна буря, і Керрінгтон припустив, що ці події могли бути пов'язані. (Геомагнітні бурі справді спричинені прибуттям корональних викидів маси в навколоземний простір і їх подальшою взаємодією з магнітосферою Землі.) Пізніше ірландський вчений Джордж Фіцджеральд припустив, що матерія регулярно прискорюється Сонцем, досягаючи Землі за кілька днів.

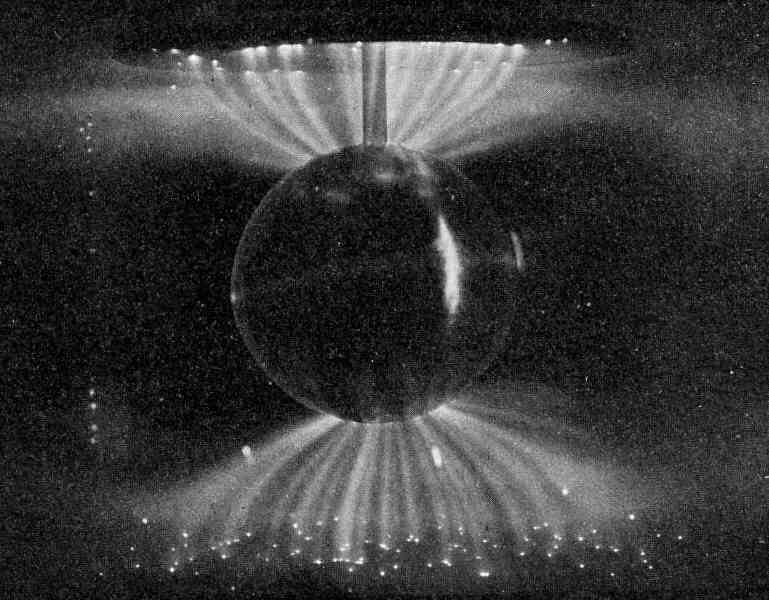
Лабораторне моделювання впливу магнітосфери на сонячний вітер; ці струм Біркеланда, подібні до полярного сяйва, створювалися в Терела, намагніченому анодному шарі у вакуумній камері.

У 1910 році британський астрофізик Артур Еддінгтон припустив існування сонячного вітру, не називаючи його, у примітці до статті про комету Моргауза. Він припускав, що викинутий з Сонця матеріал був іонами, хоча попереднього року у виступі в Королівському інституті він постулював, що Сонце викидає електрони.
Ідею про те, що викинутий матеріал складається як з іонів, так і з електронів, вперше висловив норвезький вчений Крістіан Біркеланд. Його геомагнітні дослідження показали, що активність полярних сяйв була майже безперервною, тому він дійшов висновку, що Земля постійно бомбардується «променями електричних корпускул, які випромінює Сонце». У 1916 році він запропонував, що «з фізичної точки зору найбільш ймовірно, що сонячні промені не є ні виключно негативними, ні позитивними променями, а сумішшю обох видів». У 1919 році, британський фізик Фредерік Ліндеманн також припустив, що Сонце викидає частинки обох полярностей: і протони, і електрони.
Приблизно в 1930-х роках вчені дійшли висновку, що температура сонячної корони має бути порядку мільйона градусів Цельсія — інакше вона не могла б простягатися в космос на таку велику висоту, на якій її бачать під час повного сонячного затемнення. Пізніші спектроскопічні дослідження підтвердили цю надзвичайно високу температуру. У середині 1950-х років британський математик Сідні Чепмен розрахував властивості газу за такої температури й визначив, що корона повинна простягатися ще далі в космос, аж за межі орбіти Землі. Також у 1950-х роках німецький астроном Людвіг Бірманн зацікавився тим фактом, що хвіст комети завжди спрямований від Сонця, незалежно від напрямку, в якому комета рухається. Бірман припустив, що це відбувається через те, що від Сонця рухається постійний потік частинок, які відштовхують хвіст комети.
Американський астрофізик Юджин Паркер зрозумів, що тепло, яке тече від Сонця в моделі Чепмена, і хвіст комети, спрямований від Сонця в гіпотезі Бірмана, повинні бути результатом одного явища, яке він назвав «сонячним вітром». У 1957 році Паркер показав, що, хоча корона Сонця сильно притягується сонячною гравітацією, вона настільки хороший провідник тепла, що все ще має дуже високу температуру на великих відстанях від Сонця. Оскільки сонячне тяжіння слабшає зі збільшенням відстані від Сонця, зовнішня корональна атмосфера може вилітати з надзвуковою швидкістю в міжзоряний простір. Паркер також першим помітив, що послаблення впливу гравітації Сонця має такий саме вплив на гідродинамічний потік, як сопло Лаваля, викликаючи перехід від дозвукового до надзвукового потоку. Гіпотеза Паркера про сонячний вітер зустріла сильний спротив астрономічної спільноти. Статтю, яку він подав до Astrophysical Journal у 1958 році, відхилили два рецензенти, але редактор Субраманьян Чандрасекар все одно її надрукував.

### Космічні дослідження
У січні 1959 року радянський космічний корабель Луна-1 вперше безпосередньо спостерігав сонячний вітер і виміряв його силу за допомогою напівсферичних іонних пасток. Це відкриття підтвердили Луна-2, Луна-3, а на більшій відстані від Землі — Венера-1. 1962 року американська геофізикиня Марсія Нейгебауер та її колеги провели подібне вимірювання за допомогою космічного апарата Марінер-2.
Перше чисельне моделювання сонячного вітру в сонячній короні, включаючи закриті та відкриті силові лінії магнітного поля, виконали Пневман і Копп у 1971 році.
У 1990 році запустили космічний зонд «Улісс» для вивчення сонячного вітру на високих сонячних широтах. (Усі попередні спостереження проводилися поблизу площини екліптики.)
Наприкінці 1990-х років ультрафіолетовий корональний спектрометр на борту космічного корабля SOHO спостерігав прискорення швидкого сонячного вітру.
З 10 по 12 травня 1999 року космічні корабелі Advanced Composition Explorer і Wind спостерігали зниження щільності сонячного вітру на 98 %. Це спричинило збільшення магнітосфери Землі в 5-6 разів у порівнянні з її нормальним розміром.

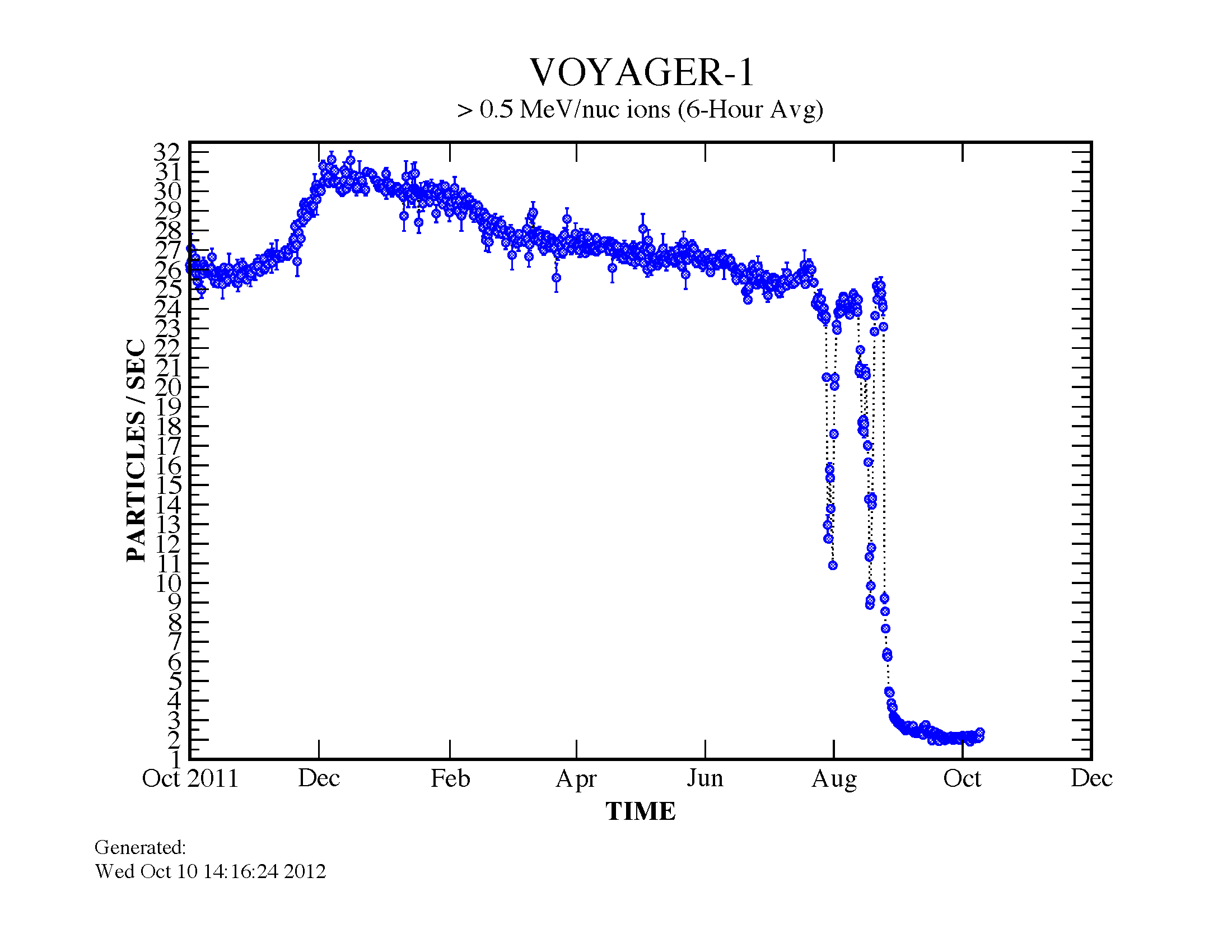
Різке зниження швидкості виявлення частинок сонячного вітру «Вояджером-1».

Місія STEREO, запущена в 2006 році, вивчала корональні викиди маси з двох рознесених на велику відстань космічних апаратів. Зображення STEREO показали сонячний вітер біля екліптики як глобальний турбулентний потік.
Два космічні апарати програми «Вояджер» дослідили зовнішню частину геліосфери. «Вояджер-1» зіткнувся з геліопаузою 25 серпня 2012 року, зафіксувавши раптове сорокаразове збільшення щільності плазми. «Вояджер-2» перетнув геліопаузу 5 листопада 2018 року.
У 2018 році НАСА запустило сонячний зонд Parker Solar Probe, названий на честь американського астрофізика Юджина Паркера, з метою вивчення структури та динаміки сонячної корони та механізмів прискорення сонячного вітру. Зонд має пройти в межах 0,04 астрономічної одиниці від поверхні Сонця. Це перший космічний корабель НАСА, названий на честь живої людини, і 91-річний Паркер спостерігав за його запуском.

## Механізм прискорення
У той час як ранні моделі сонячного вітру покладалися в основному на теплову енергію для прискорення матеріалу, до 1960-х років стало ясно, що саме лише теплове прискорення неспроможне пояснити високу швидкість сонячного вітру. Потрібен додатковий механізм прискорення, пов'язаний з магнітними полями в сонячній атмосфері.
Сонячна корона нагріта до температур в мегакельвіни. В результаті теплових зіткнень частинки у внутрішній короні мають діапазон і розподіл швидкостей, які описуються розподілом Максвелла. Середня швидкість цих частинок становить приблизно 145 км/с, що значно нижче другої космічної швидкості Сонця 618 км/с. Однак деякі з частинок досягають енергії, достатньої для досягнення термінальної швидкості 400 км/с на великих відстанях від Сонця, що дозволяє їм живити сонячний вітер. За тієї самої температури електрони, завдяки своїй значно меншій масі, досягають швидкості виходу й створюють електричне поле, яке ще більше прискорює іони, що рухаються від Сонця.
Загальна кількість частинок, віднесених сонячним вітром від Сонця, становить приблизно 1.3×1036 за секунду. Таким чином, загальна втрата маси щороку становить приблизно (2–3)×10−14 мас Сонця, або приблизно 1,3–1,9 мільйона тонн на секунду. Це еквівалентно втраті маси, що дорівнює масі Землі, кожні 150 мільйонів років. Однак з моменту утворення Сонця через сонячний вітер було втрачено лише близько 0,01 % його початкової маси. Деякі зорі мають набагато сильніші зоряні вітри, що призводить до значно вищих темпів втрати маси.

## Властивості

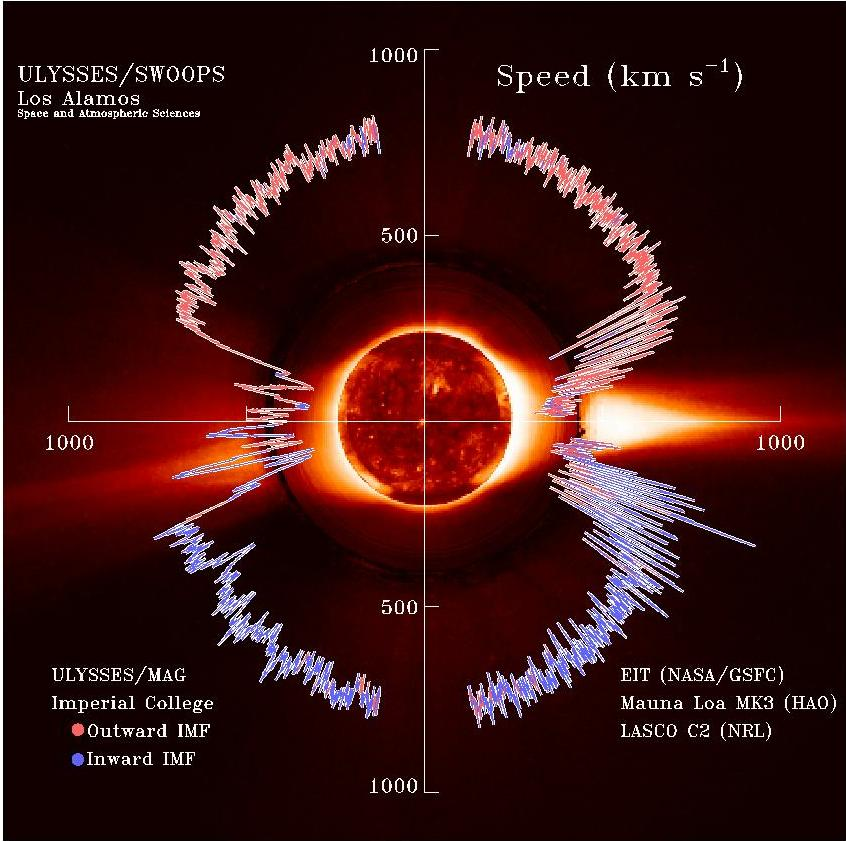
Виміряна «Уліссом» швидкість сонячного вітру як функцією сонячної широти під час сонячного мінімуму. Повільний вітер (≈400 км/с) спостерігається на екваторіальних широтах, а швидкий вітер (≈750 км/с) — в полярних. Червоний/синій кольори показують зовнішню/внутрішню полярності магнітного поля.

### Швидкий і повільний сонячний вітер
Сонячний вітер існує у двох основних станах, які називаються повільним сонячним вітром і швидким сонячним вітром, хоча їх відмінності виходять далеко за межі їхніх швидкостей. У навколоземному космічному просторі спостерігається повільний сонячний вітер зі швидкістю 300—500 км/с, температурою ~ 100 кілокельвінів і складом, близьким до сонячної корони. Навпаки, швидкий сонячний вітер має типову швидкість 750 км/с, температуру 800 кілокельвінів і за складом майже збігається з фотосферою Сонця. Повільний сонячний вітер вдвічі щільніший і більш мінливий за своїми властивостями, ніж швидкий сонячний вітер.
Конкретні корональні структури, задіяні в утворенні повільного сонячного вітру, і метод його прискорення все ще залишаються обговорюються. Вимірювання «Улісса» показали, що випромінювання повільного сонячного вітру відбувалося на широтах до 30–35° під час сонячного мінімуму (період найнижчої сонячної активності), а потім розширювалося до полюсів, коли сонячний цикл наближався до максимуму. На сонячному максимумі полюси також випромінювали повільний сонячний вітер.
| Параметр             | Середня величина | Повільний сонячний вітер | Швидкий сонячний вітер |
| -------------------- | ---------------- | ------------------------ | ---------------------- |
| Густина n, см−3      | 8,7              | 11,9                     | 3,9                    |
| Швидкість V, км/с    | 468              | 327                      | 702                    |
| nV, см−2 · с−1       | 3,8·108          | 3,9·108                  | 2,7·108                |
| t° протонів Tp, К°   | 7·104            | 3,4·104                  | 2,3·105                |
| t° електронів Te, К° | 1,4·105          | 1,3·105                  | 1,0·105                |
| Te / Tp              | 1,9              | 4,4                      | 0,45                   |

### Швидкість і щільність
Поблизу орбіти Землі на 1 а. о. плазма рухається зі швидкостями від 250 до 750 км/с, має щільність від 3 до 10 частинок на кубічний сантиметр і температуру від 104 до 106 кельвінів.
У середньому щільність плазми зменшується як квадрат відстані від Сонця,  у той час як швидкість спочатку зменшується, а після 1 а.о. виходить на насичення.
Вояджер-1 і Вояджер-2 повідомили, що на відстані від 80 до 120 а.о. густина плазми n становила від 0,001 до 0,005 частинок/см3 , після походження геліопаузи 120 а.о. швидко зростала до 0,05-0,2 частинок/см3.

### Тиск
Напірний тиск у залежності від швидкості та щільності вітру дається формулою
{\displaystyle P=m_{\text{p}}\cdot n\cdot V^{2}},
де P — тиск, mp — маса протона, n — щільність у частинках на одиницю об'єму і V — швидкість сонячного вітру.
Часто люди плутають тиск сонячного вітру з тиском сонячного світла. Частково це зв'язано з проєктами використання сонячних вітрил: здається природним, що сонячне вітрило повинне надиматися сонячним вітром. Насправді ж тиск сонячного світла в кілька тисяч разів перевищує тиск сонячного вітру.

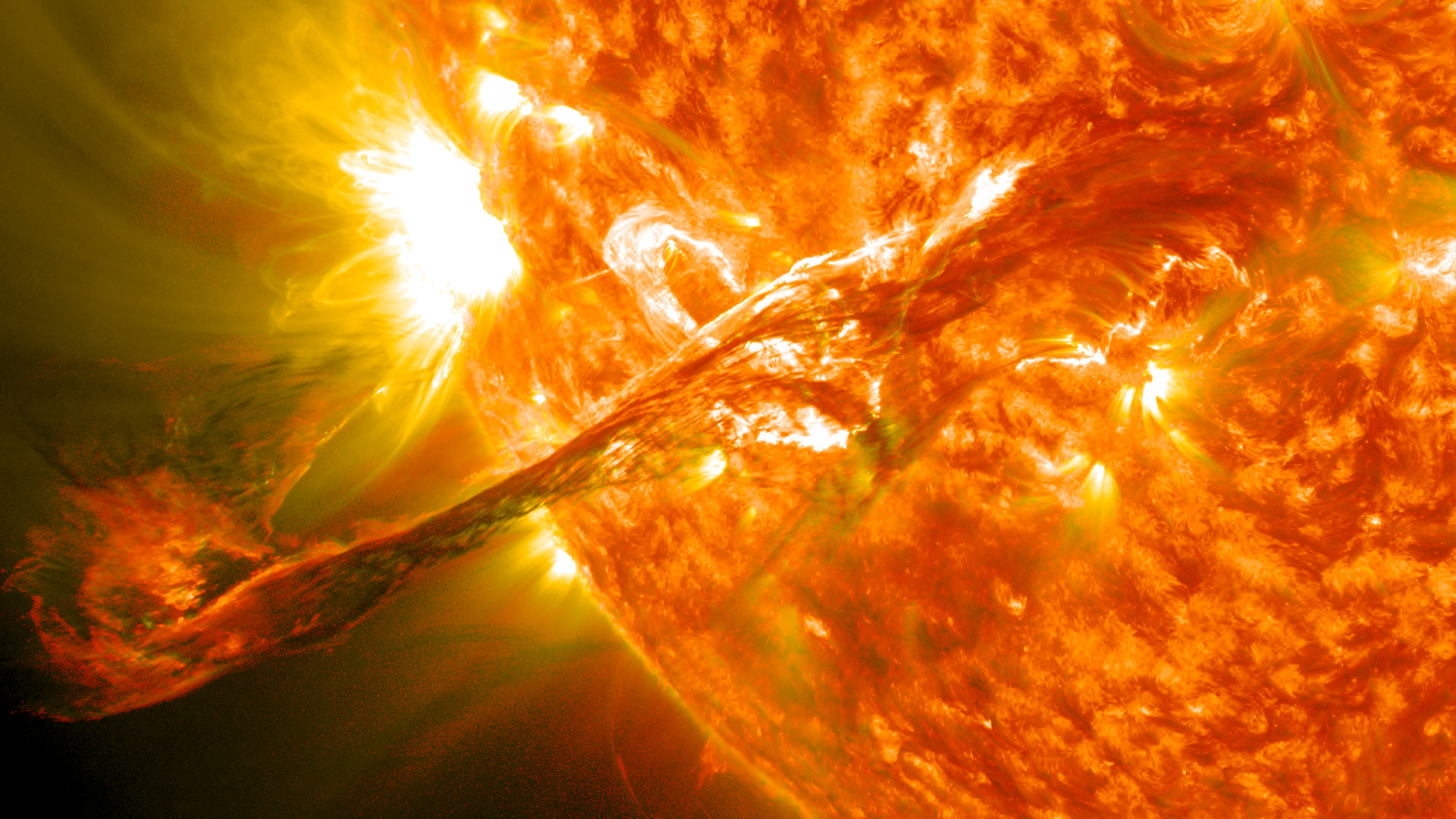
Корональний викид маси виривається з Сонця

### Корональні викиди маси
І швидкий, і повільний сонячний вітер можуть бути перервані великими, швидко рухомими викидами плазми, які називають корональними викидами маси, спричиненими виділенням магнітної енергії на Сонці. Іноді, але не завжди, вони пов'язані з сонячними спалахами, які є ще одним проявом виділення магнітної енергії на Сонці. Коли корональний викид маси досягає магнітосфери Землі, він тимчасово деформує магнітне поле Землі, змінюючи напрямок стрілок компаса та спричиняючи великі електричні струми в самій Землі. Це називається геомагнітною бурею і є глобальним явищем. Корональні викиди маси можуть викликати магнітне перез'єднання в хвості магнітосфери Землі. Це запускає протони й електрони вниз до атмосфери Землі, де вони утворюють полярне сяйво.

## Вплив на Сонячну систему

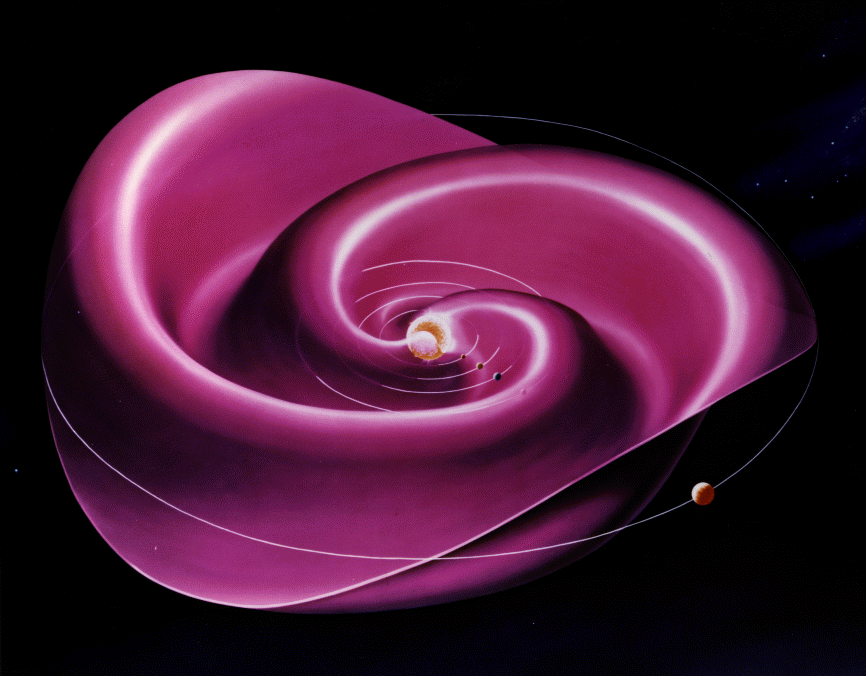
Геліосферний струмовий шар виникає внаслідок впливу обертання магнітного поля Сонця на плазму сонячного вітру.

Протягом життя Сонця взаємодія його поверхневих шарів із сонячним вітром значно зменшило швидкість обертання Сонця. Вважається, що сонячний вітер відповідає за утворення хвостів комет разом із тиском сонячного світла. Сонячний вітер сприяє коливанням радіохвиль, які спостерігаються із Землі як міжпланетне мерехтіння.

### Магнітосфери

Схема магнітосфери Землі. Сонячний вітер тече зліва направо.

Там, де сонячний вітер зустрічається з планетою, яка має значне магнітне поле (наприклад, Земля, Юпітер або Сатурн), частинки відхиляються силою Лоренца. Ця область, відома як магнітосфера, змушує частинки огинати планету, а не бомбардувати атмосферу чи поверхню. Магнітосфера має приблизно форму півкулі з бору, оберненого до Сонця, а на протилежному боці витягується у довгий хвіст. Межа цієї області називається магнітопаузою, і деякі частинки здатні проникати в магнітосферу через цю область в результаті часткового перез'єднання силових ліній магнітного поля.
Сонячний вітер відповідає за загальну форму магнітосфери Землі. Коливання його швидкості, щільності, напрямку та магнітного поля сильно впливають на космічне середовище навколо Землі. Наприклад, рівні іонізуючого випромінювання та радіоперешкод можуть змінюватись у сотні й тисячі разів, а форма й розташування магнітопаузи та головної ударної хвилі можуть змінюватися на кілька радіусів Землі, піддаючи геосинхронні супутники дії прямого сонячного вітру. Усі ці явища називають космічною погодою.

### Атмосфери
Сонячний вітер впливає на космічні промені, які взаємодіють з планетарними атмосферами. Крім того, планети зі слабкою або відсутньою магнітосферою зазнають дисипації атмосфери під впливом сонячного вітру.
Венера має дуже щільну атмосферу, але не має істотного магнітного поля. Космічні апарати виявили кометоподібний хвіст, який тягнеться від атмосфери Венери аж до орбіти Землі.

Сама Земля значною мірою захищена від сонячного вітру своїм магнітним полем, яке відхиляє більшість заряджених частинок. Втім деякі заряджені частинки потрапляють у радіаційні пояси Ван Аллена. Невелика кількість частинок сонячного вітру переміщається до верхніх шарів атмосфери та іоносфери Землі в полярних зонах. Сонячний вітер можна спостерігати на Землі лише тоді, коли він достатньо сильний, щоб викликати такі явища, як полярне сяйво та геомагнітні бурі. Яскраві полярні сяйва сильно нагрівають іоносферу, змушуючи її плазму розширюватися в магнітосферу, збільшуючи розмір плазмової геосфери та вкидаючи атмосферну речовину в сонячний вітер. Геомагнітні бурі виникають, коли тиск плазми, що міститься всередині магнітосфери, є достатньо великим, щоб роздуватись і таким чином збурювати магнітне поле Землі.

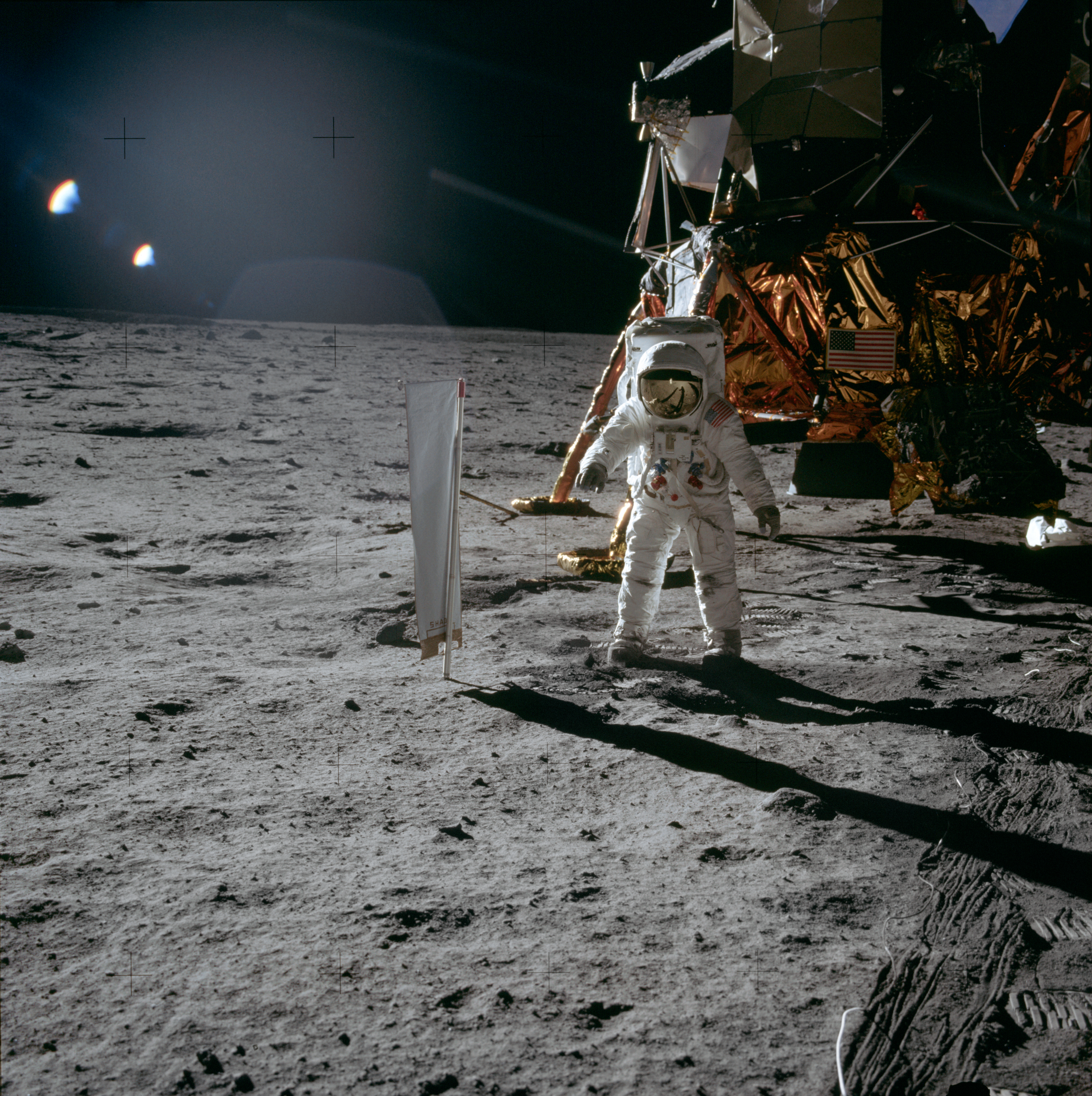
Базз Олдрін біля експерименту SWC з вимірювання складу сонячного вітру

Вважається, що в Марса сонячний вітер знищив до третини первинної атмосфери, залишивши шар густиною порядку 1/100 густини земної атмосфери. Вважається, що механізмом дисипації атмосфери є захоплення газу у верхніх шарах атмосфери у бульбашки магнітного поля, які уносить сонячний вітер. У 2015 році космічна місія MAVEN виміряла швидкість дисипації атмосфери Марса й отримала результат близько 100 грамів за секунду.

### Поверхні планет і супутників
Меркурій має власне магнітне поле, яке за звичайних умов захищає його від сонячного вітру. Однак під час корональних викидів маси магнітопауза може притиснутися до поверхні планети, і тоді сонячний вітер може вільно взаємодіяти з поверхнею планети.
Місяць не має ані атмосфери, ані власного магнітного поля, отже, його поверхня весь час бомбардується сонячним вітром. Місії проєкту «Аполлон» розгорнули пасивні алюмінієві колектори, щоб взяти зразки сонячного вітру, а місячний ґрунт, привезений ними на Землю для дослідження, підтвердив, що місячний реголіт збагачений атомними ядрами, принесеними сонячним вітром. Ці елементи можуть виявитися корисними ресурсами для майбутніх місячних експедицій.

## Межі

### Поверхня Альвена
Поверхня Альвена — це межа, що відокремлює корону від сонячного вітру. Вона визначена як місце, де альвенівська швидкість корональної плазми дорівнює великомасштабній швидкості сонячного вітру.
Дослідники не були впевнені, де саме лежить критична сонячна поверхня Альвена. Ґрунтуючись на зображеннях корони, оцінки показали, що вона знаходиться на відстані від 10 до 20 сонячних радіусів від поверхні Сонця. 28 квітня 2021 року, під час свого восьмого прольоту повз Сонце, сонячний зонд Parker Solar Probe виміряв такі властивості магнітного поля й речовини на 18,8 сонячних радіусів, які вказували на те, що він пройшов крізь поверхню Альвена.

### Зовнішні межі

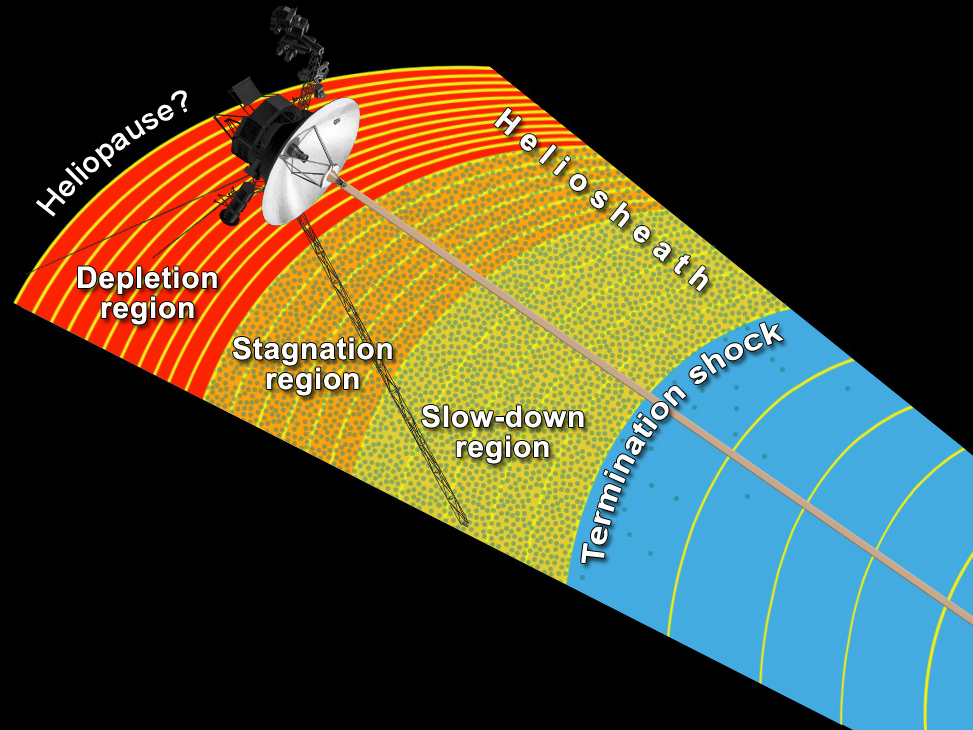
Інфографіка зовнішніх областей геліосфери на основі результатів «Вояджерів».

Сонячний вітер утворює «бульбашку» в міжзоряному середовищі, складеному з розріджених водню й гелію. Точка, де сила сонячного вітру вже недостатньо велика, щоб відштовхнути міжзоряне середовище, відома як геліопауза і часто вважається зовнішньою межею Сонячної системи. Відстань до геліопаузи точно невідома і, ймовірно, залежить від поточної швидкості сонячного вітру та місцевої густини міжзоряного середовища, але вона знаходиться далеко за межами орбіти Плутона. Вчені сподіваються отримати уявлення про геліопаузу на основі даних, отриманих під час місії Interstellar Boundary Explorer, запущеної в жовтні 2008 року.
Геліопауза є одним із способів визначення зовнішньої границі Сонячної системи разом (іншими популярними визначеннями є зовнішня межа поясу Койпера та радіус, на якому гравітація Сонця зрівнюється з гравітацією інших зір). Геліопауза була виявлена космічним кораблем «Вояджер-1» приблизно на відстані 120 астрономічних одиниць від Сонця.